# Lipowo (gmina Bargłów Kościelny)
Lipowo – wieś w Polsce położona w województwie podlaskim, w powiecie augustowskim, w gminie Bargłów Kościelny. Miejscowość wchodzi w skład sołectwa Pieńki.
| SIMC    | Nazwa   | Rodzaj    |
| ------- | ------- | --------- |
| 0754472 | Sosnowo | część wsi |

W latach 1975–1998 miejscowość administracyjnie należała do województwa suwalskiego.